# Picrostigeus debilis
Picrostigeus debilis är en stekelart som först beskrevs av Johann Ludwig Christian Gravenhorst 1829.  Picrostigeus debilis ingår i släktet Picrostigeus och familjen brokparasitsteklar. Arten är reproducerande i Sverige. Inga underarter finns listade i Catalogue of Life.